# 66 a. C.
El año 66 a. C. fue un año del calendario romano prejuliano. En la República romana, fue conocido como el año 688 Ab Urbe condita.

## Acontecimientos

### Roma
- Cónsules: Manio Emilio Lépido y Lucio Volcacio Tulo.
- Catilina acusado de haber conspirado contra la República Romana con Autronio y el joven Sila (también en 63 durante el consulado de Cicerón).
- Se rompe la alianza entre Mitrídates VI del Ponto y Tigranes II de Armenia.
- Tigranes II se ve forzado a la rendición, por un pago de 6000 talentos, y es reinstalado por Pompeyo como "amigo del pueblo romano" para que conserve Armenia como una zona de seguridad.
- En la batalla del Lico, Pompeyo el Grande derrota decisivamente a Mitrídates VI, poniendo fin de manera efectiva a la tercera guerra mitridática.
- Cayo Antonio elegido pretor romano.
- La Lex Manilia, defendida por Cicerón da a Pompeyo el mando sobre toda Asia Menor.
- Cicerón se convierte en pretor de la isla de Sicilia.